# قدمعلی سرامی
قدم علي سرامي، كاتب وشاعر وباحث إيراني في مجال اللغة الفارسية وعضو مجلس أمناء مؤسسة الفردوسي .
وهو من بين الخمسة الأوائل من علماء الشاهنامة.